# Airin
Der Airin (auch: Airain) ist ein Fluss in Frankreich, der im Département Cher in der Region Centre-Val de Loire verläuft. Er entspringt im Ortsgebiet von Nérondes, entwässert rund die Hälfte seines Laufes in südwestlicher Richtung, schwenkt dann nach Nordwest bis Nord und mündet nach rund 48 Kilometern im Gemeindegebiet von Savigny-en-Septaine als linker Nebenfluss in die Yèvre. 

## Orte am Fluss
- Nérondes
- Osmery
- Vornay
- Crosses
- Savigny-en-Septaine